# Helmut Schröder (Fußballspieler)
Helmut Schröder (* 1. März 1958 in Sudhagen) ist ein deutscher ehemaliger Fußballspieler. Er spielte für Arminia Bielefeld in der ersten und 2. Bundesliga.

## Werdegang

### Vereinsspieler
Der Mittelfeldspieler Helmut Schröder begann seine Karriere beim SV Sudhagen aus Delbrück im Kreis Paderborn und spielte dort in der 2. Kreisklasse. Dort erzielte er in der Saison 1976/77 insgesamt 60 Saisontore. Im Sommer 1977 wechselte er zu Arminia Bielefeld in die 2. Bundesliga Nord. Am 12. August 1977 gab Schröder sein Profidebüt, als er bei der 1:3-Heimniederlage der Arminia gegen Bayer 04 Leverkusen für Willi Cryns eingewechselt wurde. Vier Tage später erzielte Schröder beim 4:1-Auswärtssieg bei Rot-Weiß Lüdenscheid sein erstes Profitor. Schon nach kurzer Zeit wurde Schröder Stammspieler an der Seite von Norbert Eilenfeldt, Lorenz-Günther Köstner und Wolfgang Pohl und gewann mit seiner Mannschaft am Ende der Saison 1977/78 die Meisterschaft und den Aufstieg in die Bundesliga. Beim entscheidenden 2:0-Sieg beim SC Fortuna Köln am letzten Spieltag erzielte Schröder den Führungstreffer.
Am 11. August 1978 spielte Helmut Schröder erstmals in der Bundesliga und erzielte beim 1:1-Unentschieden beim MSV Duisburg auch gleich sein erstes Bundesligator. Trotz eines 4:0-Sieges der Arminia beim FC Bayern München, bei dem Schröder für den Endstand sorgte, verpassten die Bielefelder als Drittletzter der Saison 1978/79 den Klassenerhalt. Da der Verein die Mannschaft weitestgehend zusammenhalten konnte, gelang der Arminia in der Saison 1979/80 mit 66:10 Punkten und 120:31 Toren der direkte Wiederaufstieg. Es folgten fünf Jahre in der Bundesliga, in denen Schröder alle Höhen und Tiefen mitnahm. So erzielte er beim 3:2-Sieg der Arminia gegen den TSV 1860 München zwei Minuten vor dem Abpfiff den Ausgleich und ebnete damit den Weg zum Klassenerhalt in der Saison 1980/81. Am 6. November 1982 gehörte Schröder auch zu Arminias Mannschaft, die bei Borussia Dortmund mit 1:11 verlor. Es war das bislang einzige Spiel der Bundesligageschichte, in dem eine Mannschaft in einer Halbzeit zehn Gegentore kassierte.
In der Saison 1984/85 musste die Arminia nach verlorener Relegation gegen den 1. FC Saarbrücken wieder in die 2. Bundesliga absteigen. Finanziell angeschlagen ging es für die Bielefelder 1988 hinunter in die Oberliga Westfalen. Am 18. Oktober 1986 gehörte Schröder zu der Bielefelder Mannschaft, die aufgrund der damaligen Regelungen im Spiel gegen den 1. FC Saarbrücken nur zu zehnt auflief. Viele Bielefelder Spieler waren verletzt oder krank und die Arminia durfte nicht mehr als drei Amateurspieler einsetzen. Nachdem sich der Profi Thomas Ostermann in der zehnten Minute verletzt hatte, mussten die Bielefelder das Spiel zu neunt beenden. Kurios verlief auf das Spiel gegen den VfL Osnabrück am 7. November 1987, als Schröder in der 63. Minute für Leo Spielberger eingewechselt wurde und nur eine Minute später die Rote Karte sah.
Schröder verließ die Arminia und wollte nach dem Abstieg aus der 2. Bundesliga im Sommer 1988 zu Rot-Weiß Oberhausen wechseln. Während der Vorbereitung wurde dem Verein allerdings die Lizenz entzogen und Schröder wechselte daraufhin zum Oberligisten FC Gütersloh. Mit einem Eigentor im letzten Spiel der Saison 1989/90 gegen den VfB Rheine besiegelte er den Abstieg der Gütersloher in die Verbandsliga. In der folgenden Saison schaffte Schröder mit den Güterslohern den Wiederaufstieg in die Oberliga und war später unter anderem noch als Spielertrainer bei Fortuna Schlangen aktiv.

### Nationalspieler
Helmut Schröder lief am 26. September 1978 zum ersten und einzigen Mal für die Amateur-Nationalelf auf. Beim 2:1-Sieg gegen die A-Nationalmannschaft Chinas auf der Bielefelder Alm erzielte er ein Tor. Im Tor der deutschen Elf stand in diesem Spiel Schröders Vereinskamerad Uli Stein. Es folgten bis 1981 acht Einsätze in der deutschen B-Nationalmannschaft. Sein Debüt gab er am 10. Oktober 1978 gegen die Tschechoslowakei. Am 18. November 1980 gegen Frankreich standen mit Helmut Schröder und Norbert Eilenfeldt gleich zwei Arminiaspieler auf dem Platz. Ein Tor gelang Schröder am 21. Mai 1981 im Spiel gegen die A-Nationalmannschaft Irlands.

### Leistungen und Ehrungen
Helmut Schröder bestritt für die Arminia in elf Jahren 148 Bundesliga- und 165 Zweitligaspiele und erzielte dabei zwölf bzw. 22 Tore. Mit 313 Einsätzen ist Helmut Schröder der Rekordspieler von Arminia Bielefeld im Profilager. Zum Ende der Saison 2018/19 führt Helmut Schröder die vereinsinterne Rangliste der Spieler mit den meisten Zweitligaeinsätzen für Arminia Bielefeld an. In der zum 100-jährigen Vereinsjubiläum von Arminia Bielefeld veröffentlichten Chronik 100 Jahre Leidenschaft wurde Helmut Schröder als einer von 16 Spielern in der Rubrik Legendäre Arminen aufgeführt.
Dort wird Schröder als „launische Diva“ beschrieben, die „mit großem Spielverständnis und enormer Schnelligkeit gesegnet“ war. Mit seiner „elegenten Technik und genialen Geistesblitzen“ konnte Schröder die gegnerische Defensive „in Verlegenheit bringen“. Außerdem verfügte er über einen harten linken Schuss. Schröder wurde in Bielefeld schnell zu Publikumsliebling. War er am Ball, hörte man lang gezogene „Helmuuuut, Helmuuuut“-Rufe. Allerdings gab es auch immer wieder Tage, an denen es bei Schröder nicht lief und er schnell niedergeschlagen wirkte. Dieser stets Wechsel brachte Schröder den Spitznamen „Anneliese“ ein.

## Leben
Helmut Schröder ist gelernter Friseur. Er wollte seine Meisterprüfung ablegen, erhielt dann jedoch das Angebot von Arminia Bielefeld. Nach seinem Wechsel zum FC Gütersloh im Jahre 1988 arbeitete Schörder als kaufmännischer Angestellter bei Miele. Seit März 2022 ist Helmut Schröder Rentner. Er hat zwei Söhne. Sein Sohn André Schröder spielte Ende der 2000er Jahre beim Delbrücker SC in der Oberliga Westfalen bzw. NRW-Liga.